# Drago Štambuk
Drago Štambuk (Selca, Brač, 20. rujna 1950.) hrvatski je akademik, liječnik, pjesnik, esejist, prevoditelj i diplomat.

## Životopis
Rođen je 20. rujna 1950. u Selcima na otoku Braču, gimnaziju je pohađao u Splitu, a Medicinski fakultet u Zagrebu. 
Specijalizirao je internu medicinu, gastroenterologiju i hepatologiju u Zagrebu, a od 1983. živio je i radio u Londonu gdje se u tamošnjim klinikama bavio istraživanjem bolesti jetre i kopnice (tako je imenovao sindrom stečene imunodeficijencije na hrvatskom).
Osamostaljenjem Hrvatske, okreće se radu u diplomaciji u samostalnoj Hrvatskoj. U osjetljivom razdoblju od 1991. do 1994., bio je prvim opunomoćenim diplomatskim predstavnikom Republike Hrvatske u svjetski važnoj i utjecajnoj državi, Ujedinjenom Kraljevstvu.
Od 1995. do 1998. veleposlanik je u Indiji i Šri Lanki, od 1998. do 2000. u Egiptu i većem broju arapskih zemalja, od 2005. do 2010. u Japanu i u Republici Koreji, od 2011. u Brazilu, Kolumbiji i Venezueli, a od 2019. u Iranu. 

## Književni rad
Objavio je preko 70 knjiga poezije, antologija, prijevoda, jezikoslovnih rječnika i ogleda. Pjesnik je svijeta i domovine. Smatraju ga jednim od najznačajnijih suvremenih hrvatskih pjesnika i autorom s najotvorenijim i najrazvedenijim djelom. U rodnim Selcima utemeljio je 1991. glasovitu svehrvatsku jezično-pjesničku smotru "Croatia rediviva ča-kaj-što" koja ravnopravno tretira čakavske, kajkavske i štokavske pjesnike, a jednoga od njih utemeljitelj ovjenčava maslinovim vijencem (oleaginea corona) čime dotični postaje ovjenčanik/omaslinjenik ili poeta oliveatus (poeta coronatus), a njegovi/njezini stihovi uklešu se na mramornu ploču "Zida od poezije" (zvanim i oltarom hrvatskoga pjesništva). Svake petoljetke Štambuk sabire antologijske stihove petoro ovjenčanika u zbornik Maslinov vijenac (do sada ih je tiskano šest) sa svojim popratnim uvodnim govorima i tekstovima, te medijskim osvrtima na smotru. Ova "ča-kaj-što" manifestacija bazira se na ideji trojstvenosti i koineizacije hrvatskoga jezika koju utemeljitelj krsti nazivom "zlatna formula hrvatskoga jezika ča-kaj-što".
Poznat je kao ustrajni prevoditelj medicinskog nazivlja na hrvatski jezik, odnosno u tvorbi hrvatskih naziva za medicinske stručne izraze za koje se do tada u hrvatskom jeziku rabila isključivo tuđica. Od poznatih njegovih izraza, valja navesti novotvorenicu (navodimo ih u nominativu): kopnica (za AIDS/SIDU-sindrom stečene imunodeficijencije), ritmodajnik (za pace-maker) i proširnica ili žilni potporanj (za stent).
Neka njegova djela u svojoj je antologiji Żywe źródła iz 1996. s hrvatskog na poljski prevela poljska književnica i prevoditeljica Łucja Danielewska.

## Zlatna formula hrvatskoga jezika ča-kaj-što
Povjerenstvo za nematerijalnu baštinu Ministarstva kulture Republike Hrvatske 29. studenoga 2019. donijelo je Rješenje kojim se "Zlatna formula hrvatskoga jezika ča-kaj-što" proglašava kulturnim dobrom, te stavlja na štićenu Nacionalnu listu nematerijalne baštine. Formulu je skovao i već godinama promiče Drago Štambuk, koji ističe da "Zlatna formula hrvatskoga jezika ča-kaj-što ujedinjuje Hrvatsku (jezično, identitetski, kulturološki i politički) na ravnotežan i plemenit način, istinski je integrira i upire u njenu budućnost".

## Nagrade i priznanja
- 2013.: Plaketa "Dobrojutro, more", s pjesničkih susreta u Podstrani.
- 2019.: Orden izlazećeg sunca sa zlatnom i srebrnom zvijezdom[5]
- 2020.: Nagrada "Tin Ujević"